# Куземівський яр
Куземівський яр — геологічна пам'ятка природи місцевого значення. Розташована на західній околиці села Куземівка Сватівського району Луганської області. Загальна площа — 5 га.
Геологічна пам'ятка отримала статус згідно з рішенням виконкому Луганської обласної ради народних депутатів № 72 від 4 лютого 1969 року (в.ч.), рішенням виконкому Ворошиловградської обласної ради народних депутатів № 247 від 28 червня 1984 року.
Відслонення палеогенових порід карпатської світи. На схилах яру представлені піски харківської світи завтовшки 42,5 м, які в свою чергу перекриті шаром берекських глин завтовшки 1,5 м. Піски зеленувато-сірого кольору, містять домішку кварцового глауконітового піску, в основі шару озалізнений прошарок охристого кольору. Залягають на ясно-зеленувато-сірих алевролітах, під якими лежать щільні пісковики.